# Réthy Károly (festő)
Réthy Károly (Grabovo, Szerém vármegye, 1884. október 21. – Nagybánya, 1921. december 15.) magyar festő. A nagybányai művésztelepen tanult és ott alkotott haláláig. Első felesége Seidler Irma volt.

## Életpályája
Réthy Móric és Wolf Anna fia. A gimnáziumi érettségi után jogot tanult, de nem bírta sokáig, már 1903 februárjában Nagybányán Réti Istvánnál jelentkezett festészetet tanulni, a következő évben ismét. 1904–1905 telén Budapesten tanult Ferenczy Károly magániskolájában, 1905 tavaszán Bécs és München magángyűjteményeit tanulmányozta, nyáron ismét Nagybányán festett. 1905–1906 telén a Julian Akadémián Jean Paul Laurens volt a mestere. Ezután visszatért Nagybányára, 1908-ban családot alapított, Seidler Irma (1883–1911) festőnőt vette el feleségül. 1908-tól müncheni műtermében önállóan dolgozott. Ott érte 1911. nyár elején az a lesújtó hír, hogy felesége Budapesten a Dunába ölte magát, cselekedetének okáról keveset lehet tudni.

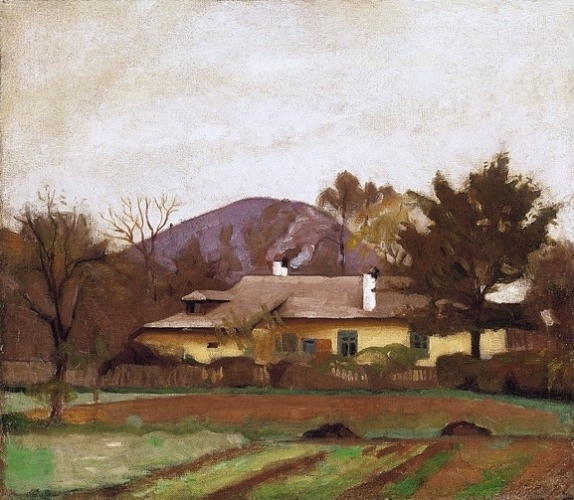
Nagybányai táj, háttérben a Kereszthegy

Réthy Károly először Nagybányán állított ki az 1912-es jubileumi kiállításon, majd 1913 telén a Műcsarnokban. Az első világháború alatt katonai szolgálatot teljesített, az 1. bosnyák ezredbe sorozták be. Az olasz harctéren a legsúlyosabb harcokban vett részt. Fogságba esett, az Asinara-szigeten fekvő fogolytábor borzalmas körülményei között tartották fogva, majd 1918 tavaszán mint csererokkantat hazaküldték. December 16-án újra megnősült, kolléganőjét, Homola Elvírát vette feleségül. Nagybányán festett szorgalmasan, és sokat fejlődött. 1921 közepén betegeskedni kezdett, nemsokára jobb oldali bénulást szenvedett, agydaganat következtében hunyt el 1921. december 15-én, mindössze 37 évesen.
Legtöbb képe magántulajdonba került, Nagybányára, Bukarestbe, Kolozsvárra. Alkotói lelkiismeretessége, tudatos művészetszemlélete a nagybányai első nemzedékhez kapcsolja az ő munkásságát.

## Műveiből
- Önarckép (1908)
- Kereszthegy

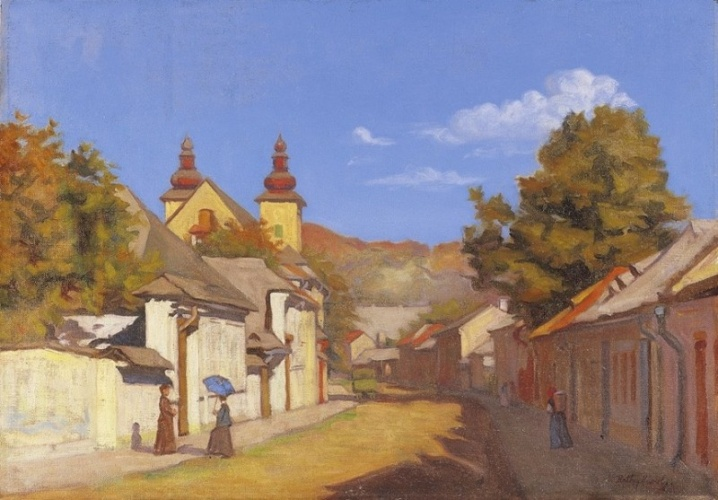
Nagybányai utcarészlet

- Nagybányai táj háttérben a Kereszthegy (olaj, vászon, 70x80 cm)[5]
- Nagybányai Magyar utca
- Rózsák
- Cigánylány (magántulajdonban)
- Nagy virágcsendélet (magántulajdonban)[6]

## Társasági tagság
- Nagybányai Festők Társaságának (NFT) tagja (1911–1921)